# Pasmo Jałowieckie

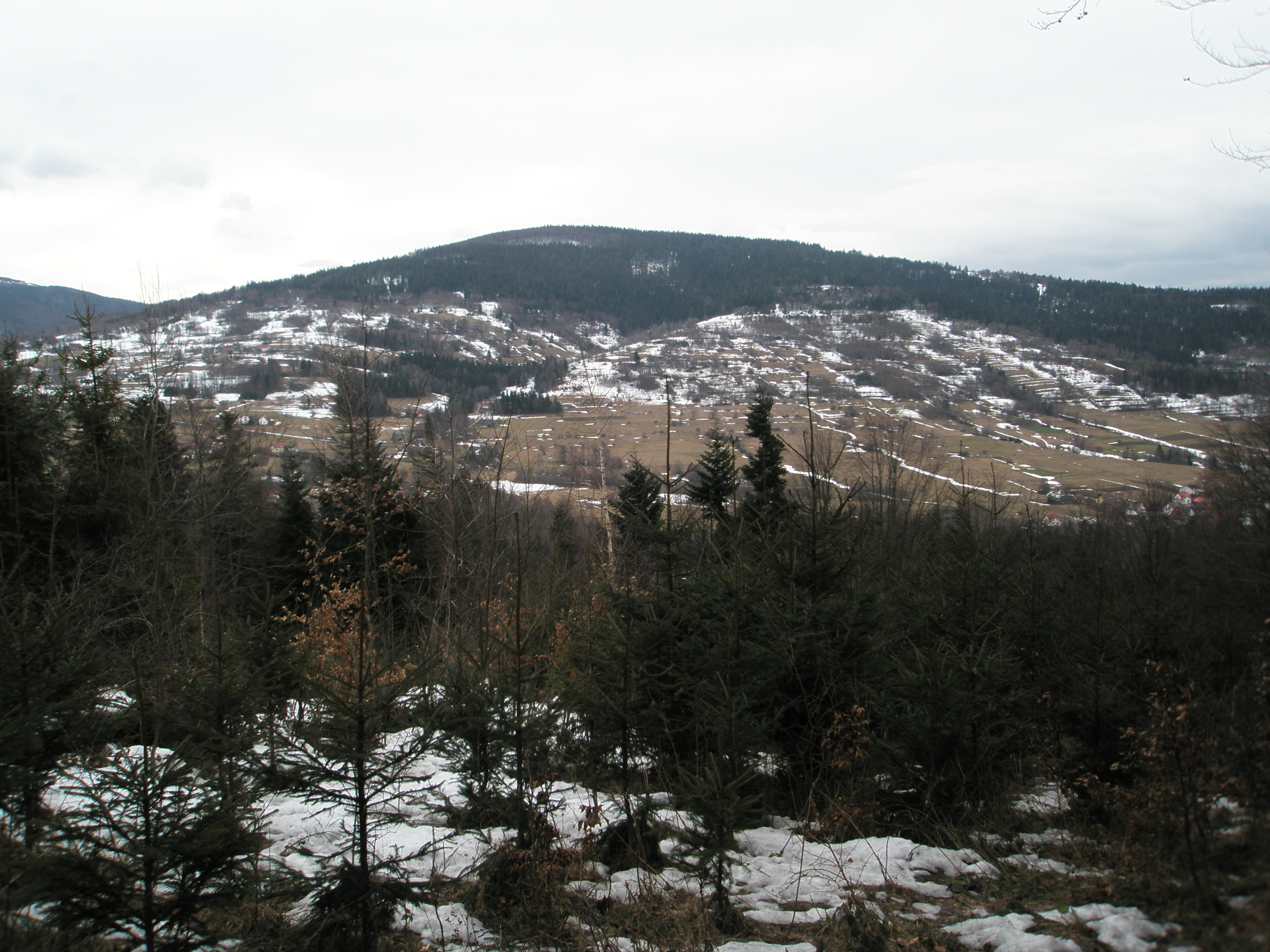
Widok z Wytrzyszczona na Lachów Groń

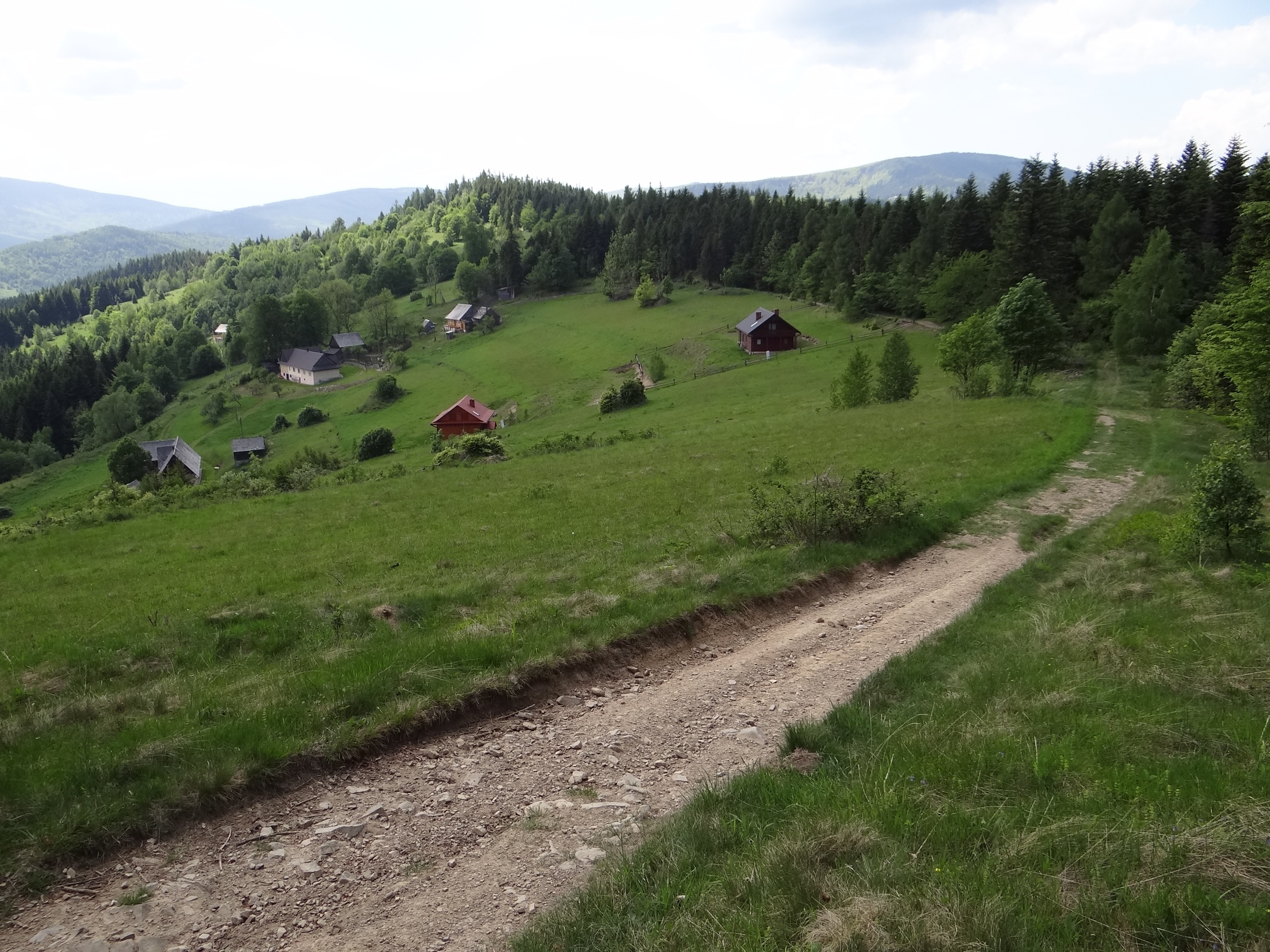
Osiedla Zawoi dochodzące pod sam grzbiet Pasma Jałowieckiego (pod Solniskami)

Pasmo Jałowieckie – pasmo górskie położone w Beskidach Zachodnich na północno-zachodnim przedpolu Pasma Babiogórskiego, oddzielone od niego doliną Skawicy. Najwybitniejsze szczyty pasma to Jałowiec (1111 m) i Lachów Groń (1045 m).
Według naukowego podziału fizycznogeograficznego Polski autorstwa Jerzego Kondrackiego, Pasmo Jałowieckie przynależy do Beskidu Makowskiego, według nowszej wieloautorskiej regionalizacji z 2018 roku, wchodzi ono w skład Beskidu Żywiecko-Orawskiego. W przewodnikach turystyczno-krajoznawczych oraz na mapach turystycznych pasmo jest zazwyczaj zaliczane do Beskidu Żywieckiego.
W starszej literaturze zarówno turystycznej, jak i geograficznej, pasmo bywało, w nawiązaniu do swojego położenia, określane jako Pasmo Przedbabiogórskie. W nowszych opracowaniach wydawanych po 2000 roku, synonim ten występuje już jednak rzadko – w użyciu dominuje termin Pasmo Jałowieckie, ewentualnie pojawia się też nazwa Pasmo Jałowca.

## Topografia
Pasmo Jałowieckie rozpościera się z południowego zachodu na północny wschód, pomiędzy dolinami Koszarawy i Stryszawki na zachodzie, a dolinami Skawicy i Skawy na wschodzie. Główny grzbiet pasma biegnie od przełęczy Klekociny (894 m), gdzie kończy się Pasmo Mędralowej, ku dolinie Skawy w Suchej Beskidzkiej, za którą rozkłada się Pasmo Koskowej Góry. Spośród rozgałęzień głównego grzbietu wyróżnia się odnoga z Lachów Groniem (1045 m).
Długość grzbietu głównego od przełęczy Klekociny po dolinę Stryszawki w Suchej Beskidzkiej, według mapy Wydawnictwa Compass, wynosi ok. 19 km. W grzbiecie tym wyróżnia się następujące ważne szczyty i przełęcze: Czerniawa Sucha (1062 m) – Przełęcz Trzebuńska (Przełęcz Sucha, 975 m) – Jałowiec (1111 m) – przełęcz Opaczne (879 m) – Kolędówka (884 m) – Kolędówki (809 m) – Solniska (883 m) – Kiczora (905 m) – przełęcz Przysłop (661 m) – Magurka (872 m).
Od strony dolin Koszarawy i Stryszawki, północno-zachodni grzbiet Jałowca poprzez dość głęboką przełęcz Cichą (775 m) łączy się z równolegle rozciągniętym niższym pasmem, dzielonym zwykle na dwa człony: Pasmo Łoska i Pasmo Solnisk. Te dwa niewielkie pasemka są niekiedy traktowane jako integralna część Pasma Jałowieckiego, którego zasięg w takiej szerszej interpretacji zwiększa się wtedy na zachodzie po doliny Pewlicy i Lachówki, stanowiących granicę z Pasmem Pewelskim. W niektórych publikacjach do Pasma Jałowieckiego zalicza się masyw Mędralowej (1169 m), która w takim przypadku staje się najwyższym szczytem całego pasma.

## Środowisko przyrodnicze i turystyka
Pasmo Jałowieckie wznosi się nad miejscowościami: Koszarawa, Stryszawa, Zawoja, Skawica. Białka, Grzechynia, Sucha Beskidzka, Maków Podhalański. Głównym grzbietem pasma oraz jego odnogami przebiega kilka znakowanych szlaków turystycznych. Schronisk turystycznych w rejonie brak, w dolinach i na stokach funkcjonuje jednak wiele kwater prywatnych, umożliwiających wypoczynek i uprawianie turystyki.
Górne partie pasma porasta dość zwarty las, ale już przekształcony przez działalność ludzi. Dolne zbocza zamienione zostały na pola uprawne i pokryte zabudowaniami. Niektóre przysiółki, jak Opaczne pod Jałowcem, Figury i Szczurkówka pod Solniskami czy Pod Halą pod Lachów Groniem, podchodzą pod niemal samą wierzchowinę pasma. Dawne gospodarstwa często sprzedawane są przybyszom z miast, którzy przekształcają je w domki wypoczynkowe.
Z reguły zaprzestano już uprawy najwyżej położonych polan, które z tego powodu zarastają lasem. Nie pasie się już owiec na Hali Trzebuńskiej czy Hali Janoszkowej, choć miejscami można spotkać szałasy lub ich ruiny będące śladem dawnego pasterstwa. Tradycyjny wypas owiec odbywa się jeszcze przy bacówce w Barankowej (przysiółek Zawoi), na pograniczu Pasma Jałowieckiego z Pasmem Mędralowej w okolicy przełęczy Klekociny.